# كأس رابطة الأندية الإنجليزية المحترفة 1990–91
كأس رابطة الأندية الإنجليزية المحترفة 1990–91 (بالإنجليزية: 1990–91 Football League Cup)‏ هو موسم من كأس رابطة الأندية الإنجليزية المحترفة. كان عدد الأندية المشاركة فيه 92، وفاز فيه شيفيلد وينزداي.